# 미육도
미육도(尾六島)는 경기도 안산시 단원구 풍도동에 위치한 섬으로, 육도 남동쪽 약 2km 지점과 중육도 남동쪽 1.4km 부근에 위치한 무인도이다. 총 면적은 18,000m2이다.

## 지명 유래
주변에 조그만 섬 6개가 모여 있다 해서 붙여진 이름이다. 이들 중에서 아래쪽에 꼬리처럼 떨어져 있다 해서 미육도로 불리며, 섬 모양이 정 끝처럼 뾰족하다고 해서 정초리섬 혹은 정철이섬으로 불리기도 한다.